# The Holdovers
The Holdovers is een Amerikaanse film uit 2023, geregisseerd door Alexander Payne naar een scenario van David Hemingson.

## Verhaal
December 1970, Paul Hunham een strenge hoogleraar klassieke talen aan de Barton Academy, de kostschool in New England waar hij zelf ooit naar toe ging. Iedereen heeft een hekel aan hem. Zijn studenten vanwege zijn harde cijfers en strenge houding alsook zijn faculteit omdat de academie een belangrijke sponsor heeft verloren nadat hij de zoon van deze sponsor in zijn klas had laten zakken. Hunham wordt gedwongen toezicht te houden op de "holdover"-studenten die tijdens de kerstvakantie op de campus achterblijven, onder wie Angus Tully, wiens moeder abrupt een huwelijksreis heeft gepland met zijn nieuwe stiefvader. Ook de cafetaria-beheerder Mary Lamb blijft achter, die rouwt om het verlies van haar zoon, een Barton-alumnus die omkwam tijdens de Vietnamoorlog.

## Rolverdeling
| Acteur               | Personage   |
| -------------------- | ----------- |
| Paul Giamatti        | Paul Hunham |
| Dominic Sessa        | Angus Tully |
| Da'Vine Joy Randolph | Mary Lamb   |
| Carrie Preston       | Lydia Crane |
| Naheem Garcia        | Danny       |

## Productie
The Holdovers is na Sideways (2004) de tweede samenwerking tussen regisseur Alexander Payne en acteur Paul Giamatti. Payne bedacht het concept van de film nadat hij de film Merlusse van Marcel Pagnol uit 1935 had gezien en nam contact op met David Hemingson om het scenario te schrijven. In juni 2021 verwierf Miramax de distributierechten. Begin 2022 voegden Da'Vine Joy Randolph en Carrie Preston zich bij de cast.
De filmopnames begonnen op 27 januari 2022 in Massachusetts. Voor de fictieve Barton Academy werden vijf scholen in Massachusetts als locatie gebruikt: Groton, Northfield Mount Hermon, Deerfield Academy, St. Mark's School en Fairhaven High School. De film werd ook opgenomen in de historische theaters Somerville en Orpheum, en in het Boston Common-park.
De filmmuziek werd gecomponeerd door Mark Orton. De soundtrack bevat ook verschillende klassieke kerstliederen en andere nummers uit de jaren 1970 van The Allman Brothers Band, Tony Orlando & Dawn, Labi Siffre en Cat Stevens. De soundtrack werd op 10 november 2023 digitaal uitgebracht door Back Lot Music en op 17 november op cd en vinyl.

## Release en ontvangst
The Holdovers ging op 31 augustus 2023 in première op het Filmfestival van Telluride. De film kreeg overwegend positieve kritieken van de filmcritici, met een score van 96% op Rotten Tomatoes, gebaseerd op 251 beoordelingen.

## Prijzen en nominaties
De belangrijkste:
| Jaar | Prijs                          | Categorie                                     | Genomineerde(n)                 | Uitslag     |
| ---- | ------------------------------ | --------------------------------------------- | ------------------------------- | ----------- |
| 2024 | Academy Awards (Oscars)        | Beste film                                    | Beste film                      | Genomineerd |
| 2024 | Academy Awards (Oscars)        | Beste acteur                                  | Paul Giamatti                   | Genomineerd |
| 2024 | Academy Awards (Oscars)        | Beste vrouwelijke bijrol                      | Da'Vine Joy Randolph            | Gewonnen    |
| 2024 | Academy Awards (Oscars)        | Beste originele scenario                      | David Hemingson                 | Genomineerd |
| 2024 | Academy Awards (Oscars)        | Beste montage                                 | Kevin Tent                      | Genomineerd |
| 2024 | British Academy Film Awards    | Beste film                                    | Beste film                      | Genomineerd |
| 2024 | British Academy Film Awards    | Beste regisseur                               | Alexander Payne                 | Genomineerd |
| 2024 | British Academy Film Awards    | Beste originele scenario                      | David Hemingson                 | Genomineerd |
| 2024 | British Academy Film Awards    | Beste mannelijke hoofdrol                     | Paul Giamatti                   | Genomineerd |
| 2024 | British Academy Film Awards    | Beste vrouwelijke bijrol                      | Da'Vine Joy Randolph            | Gewonnen    |
| 2024 | British Academy Film Awards    | Beste mannelijke bijrol                       | Dominic Sessa                   | Genomineerd |
| 2024 | British Academy Film Awards    | Beste casting                                 | Susan Shopmaker                 | Gewonnen    |
| 2024 | Golden Globes                  | Beste film – musical of komedie               | Beste film – musical of komedie | Genomineerd |
| 2024 | Golden Globes                  | Beste acteur in een film – musical of komedie | Paul Giamatti                   | Gewonnen    |
| 2024 | Golden Globes                  | Beste vrouwelijke bijrol in een film          | Da'Vine Joy Randolph            | Gewonnen    |
| 2024 | Critics Choice Awards          | Beste film                                    | Beste film                      | Genomineerd |
| 2024 | Critics Choice Awards          | Beste mannelijke hoofdrol                     | Paul Giamatti                   | Gewonnen    |
| 2024 | Critics Choice Awards          | Beste vrouwelijke bijrol                      | Da'Vine Joy Randolph            | Gewonnen    |
| 2024 | Critics Choice Awards          | Beste jonge acteur / actrice                  | Dominic Sessa                   | Gewonnen    |
| 2024 | Critics Choice Awards          | Beste acteerensemble                          | Beste acteerensemble            | Genomineerd |
| 2024 | Critics Choice Awards          | Beste regisseur                               | Alexander Payne                 | Genomineerd |
| 2024 | Critics Choice Awards          | Beste originele scenario                      | David Hemingson                 | Genomineerd |
| 2024 | Critics Choice Awards          | Beste komedie                                 | Beste komedie                   | Genomineerd |
| 2024 | Film Independent Spirit Awards | Beste script                                  | David Hemingson                 | Genomineerd |
| 2024 | Film Independent Spirit Awards | Beste bijrol                                  | Da'Vine Joy Randolph            | Gewonnen    |
| 2024 | Film Independent Spirit Awards | Beste doorbraakrol                            | Dominic Sessa                   | Gewonnen    |
| 2024 | Film Independent Spirit Awards | Beste cinematografie                          | Eigil Bryld                     | Gewonnen    |